# Henrik Nilsson (fotbollsspelare född 1972)
Lars Henrik Nilsson, född 25 juli 1972, är en svensk före detta fotbollsspelare från Skåne.
Nilsson slog igenom i Malmö FF i början av 90-talet och tillhörde samma framgångsrika MFF-generation som Patrik Andersson, Anders Andersson med flera. Han var uttagen till Sveriges fotbollslandslag i OS 1992. Nilsson, från början en hårt arbetande och passningssäker mittfältare, spelade senare under karriären mittback där han vägde upp bristande fysik med ett säkert positionsspel.
Efter säsongen 2004 avslutade han sin fotbollskarriär.